# Montes di Marte
Segue una lista dei montes presenti sulla superficie di Marte. La nomenclatura di Marte è regolata dall'Unione Astronomica Internazionale; la lista contiene solo formazioni esogeologiche ufficialmente riconosciute da tale istituzione.
I montes di Marte portano il nome di caratteristiche di albedo presenti sulle mappe marziane di Eugène Michel Antoniadi e Giovanni Virginio Schiaparelli che a loro volta si rifacevano a termini della cultura classica greca e romana.
Inoltre, si conta un mons inizialmente battezzato dall'IAU e la cui denominazione è stata poi abrogata.

## Prospetto
| Mons                | Eponimo | Latitudine | Longitudine | Diametro   |
| ------------------- | --- | ---------- | ----------- | ---------- |
| Aeolis Mons         | Aeolis | 5,08° S    | 137,85° E   | 88,99 km   |
| Alba Mons           | Alba - Introdotto nel 2007 per designare l'intero vulcano separatamente dalla propria caldera, Alba Patera.                                                                                          | 41,42° N   | 249,29° E   | 548,02 km  |
| Anseris Mons        | Anseris Fons - Fonte dell'oca. | 30,1° S    | 86,65° E    | 52,51 km   |
| Aonia Mons          | Aonia | 53,33° S   | 272,08° E   | 27,07 km   |
| Apollinaris Mons    | Aquæ Apollinares - Nome latino dei Bagni di Stigliano presso l'odierna Canale Monterano. Introdotto nel 2007 per designare l'intero vulcano separatamente dalla propria caldera, Apollinaris Patera. | 9,28° S    | 174,79° E   | 275,4 km   |
| Argyre Mons         | Argyre | 50,37° S   | 311,91° E   | 60,58 km   |
| Arsia Mons          | Arsia Silva - Foresta a nord di Roma dove furono sconfitti i Tarquini. | 8,35° S    | 239,91° E   | 470 km     |
| Ascraeus Mons       | Ascraeus Lacus - Lago di Ascra, il villaggio natale di Esiodo. | 12,06° N   | 255,92° E   | 456,4 km   |
| Atlantis Mons       | Atlantis | 28,71° S   | 184,77° E   | 105 km     |
| Ausonia Montes      | Ausonia - La terra degli Ausoni e, per estensione, nel medioevo nome poetico per l'Italia. | 27,75° S   | 99,04° E    | 159,99 km  |
| Australe Montes     | Mare Australe | 80,3° S    | 14,05° E    | 411,67 km  |
| Capri Montes        | Capri Cornu | 19,20° S   | 300,28° E   | 265 km     |
| Centauri Montes     | Centauri Lacus - Lago del centauro, figura della mitologia greca. | 39° S      | 95,52° E    | 271 km     |
| Chalce Montes       | Chalce | 54,05° S   | 322,35° E   | 100 km     |
| Charitum Montes     | Charitum Promontorium - Promontorio delle Grazie, divinità della mitologia greca. | 58,4° S    | 319,71° E   | 933,54 km  |
| Chronius Mons       | Mare Chronium - Mare di Cronide, uno degli epiteti di Zeus. | 61,78° S   | 178,01° E   | 56,14 km   |
| Coprates Montes     | Coprates | 13° S      | 294,61° E   | 350 km     |
| Coronae Montes      | Coronae | 34,63° S   | 86,11° E    | 247,4 km   |
| Draconis Mons       | Draconis | 23,94° S   | 165,06° E   | 39,68 km   |
| Dryas Mons          | Dryas | 44,39° S   | 187,59° E   | 267,49 km  |
| Echus Montes        | Echus Lacus | 7,91° N    | 282,05° E   | 397,06 km  |
| Electris Mons       | Electris | 45,67° S   | 152,73° E   | 104,47 km  |
| Elysium Mons        | Elysium - I Campi Elisi, luogo delle anime degli eroi nella mitologia greca. | 25,28° N   | 147,21° E   | 401 km     |
| Erebus Montes       | Erebus - Erebo, divinità della mitologia greca. | 35,98° N   | 185,02° E   | 811,67 km  |
| Eridania Mons       | Eridania | 57,02° S   | 137,86° E   | 143,29 km  |
| Euripus Mons        | Euripus - Euripe, tratto del mare Egeo che separa l'isola di Eubea dalla Beozia e dall'Attica. | 45,16° S   | 105,18° E   | 88,91 km   |
| Galaxius Mons       | Galaxius | 35,08° N   | 142,31° E   | 22,23 km   |
| Geryon Montes       | Geryon - Gerione, gigante della mitologia greca. | 7,81° S    | 278,38° E   | 377,83 km  |
| Gonnus Mons         | Gonnus - Città dell'antica Grecia corrispondente all'odierna Gonnoi. | 41,55° N   | 269,12° E   | 49,38 km   |
| Gorgonum Mons       | Gorgonum Sinus | 35,34° S   | 190,31° E   | 70 km      |
| Hadriacus Mons      | Hadriacus - Introdotto nel 2007 per designare l'intero vulcano separatamente dalla propria caldera, Hadriaca Patera.                                                                                 | 31,59° S   | 91,86° E    | 450 km     |
| Hellas Montes       | Hellas - Nome classico della Grecia. | 37,96° S   | 97,61° E    | 159,65 km  |
| Hellespontus Montes | Hellespontus - Ellesponto, nome classico dello Stretto dei Dardanelli. | 44,71° S   | 42,76° E    | 711,46 km  |
| Hibes Montes        | Hibe | 3,84° N    | 171,34° E   | 140 km     |
| Horarum Mons        | Horarum Promontorium - Promontorio delle Ore, divinità della mitologia greca. | 51,38° S   | 323,44° E   | 20,5 km    |
| Jezero Mons         | Dal vicino cratere Jezero. | 18,16° N   | 78,23° E    | 27 km      |
| Juventae Mons       | Juventae Fons - Fonte della giovinezza. | 1,92° S    | 300,83° E   | 147 km     |
| Labeatis Mons       | Labeatis Lacus - Lago dei Labeati, una popolazione dell'Illiria. | 37,81° N   | 284,14° E   | 42,78 km   |
| Libya Montes        | Libya - Libia. | 1,46° N    | 88,23° E    | 1043,63 km |
| Nectaris Montes     | Nectaris | 14,64° S   | 305,35° E   | 220 km     |
| Nereidum Montes     | Nereïdum Promontorium - Promontorio delle Nereidi, ninfe marine della mitologia greca. | 37,9° S    | 316,79° E   | 1142,58 km |
| Oceanidum Mons      | Mare Oceanidum - Mare delle Oceanine, ninfe fluviali della mitologia greca. | 55,24° S   | 318,77° E   | 33,39 km   |
| Octantis Mons       | Octantis Depressio - Depressione dell'ottante, strumento di navigazione. | 55,57° S   | 317,15° E   | 19,09 km   |
| Olympus Mons        | Olympus - Monte Olimpo, sede degli dei nella mitologia greca. | 18,86° N   | 226,2° E    | 610,13 km  |
| Pavonis Mons        | Pavonis | 1,5° N     | 247,04° E   | 366,53 km  |
| Peraea Mons         | Peraea | 31,38° S   | 86,11° E    | 14,94 km   |
| Phlegra Montes      | Phlegra - Flegra, luogo dove Zeus sconfigge i giganti nei racconti della mitologia greca. | 40,73° N   | 163,71° E   | 1350,65 km |
| Pindus Mons         | Pindus - Pindo, monte presso la valle di Tempe, luogo preferito da Apollo e le Muse. | 39,81° N   | 271,48° E   | 16,3 km    |
| Pityusa Mons        | Pityusa Insula | 63,56° S   | 17,58° E    | 58 km      |
| Promethei Mons      | Promethei Sinus - Golfo di Prometeo, figura della mitologia greca. | 70,78° S   | 87,44° E    | 65,17 km   |
| Simois Mons         | Simois | 42,67° S   | 196,76° E   | 91,53 km   |
| Sirenum Mons        | Sirenum | 38,22° S   | 212,15° E   | 122,86 km  |
| Sisyphi Montes      | Sisyphi - Sisifo, figura della mitologia greca. | 69,87° S   | 13,08° E    | 200 km     |
| Syria Mons          | Syria - Siria. | 14,04° S   | 255,73° E   | 73,47 km   |
| Tanaica Montes      | Tanaica | 39,88° N   | 269,17° E   | 178,55 km  |
| Tartarus Montes     | Tartarus - Tartaro, luogo ove Zeus rinchiude i giganti dopo averli sconfitti. | 15,63° N   | 167,54° E   | 1086,46 km |
| Tharsis Montes      | Tharsis Albedo - Tartesso, città-stato protostorica dell'Iberia meridionale. | 1,59° N    | 247,42° E   | 2058,91 km |
| Thyles Montes       | Thyles Collis - Colle di Tule, leggendaria isola citata nei diari di viaggio dell'esploratore greco Pitea.                                                                                           | 70,1° S    | 126,54° E   | 380 km     |
| Tyrrhenus Mons      | Mare Tyrrhenum - Mar Tirreno. Introdotto nel 2007 per designare l'intero vulcano separatamente dalla propria caldera, Tyrrhena Patera.                                                               | 21,86° S   | 105,88° E   | 269,77 km  |
| Uranius Mons        | Uranius - Introdotto nel 2007 per designare l'intero vulcano separatamente dalla propria caldera, Uranius Patera.                                                                                    | 27,17° N   | 267,85° E   | 265,17 km  |
| Xanthe Montes       | Xanthi Sinus - Golfo di Xanthi, città natale di Democrito e Protagora. | 18,33° N   | 305,08° E   | 499,32 km  |

## Nomenclatura abolita
| Mons          | Eponimo                                                                         | Latitudine | Longitudine | Diametro | Motivazione |
| ------------- | ------------------------------------------------------------------------------- | ---------- | ----------- | -------- | --- |
| Peneus Mons   | Peneus - Dio fluviale dell'omonimo fiume della Tessaglia nella mitologia greca. | 31,2° S    | 86,1° E     | 0 km     | Inizialmente ritenuto una caratteristica indipendente, successivamente venne riconosciuto in immagine di maggior dettaglio essere il già noto Peraea Mons. |
| Tyrrhena Mons | Mare Tyrrhenum - Mar Tirreno.                                                   | 24,4° S    | 101,1° E    | 107 km   | Abolito nel 2012. Viene ora considerato parte degli Ausonia Montes.                                                                                        |